# Mondariz
Mondariz  est une commune de la province de Pontevedra en Espagne située dans la communauté autonome de Galice.

## Paroisses (Parròquies)
- Frades (San Martiño)
- Gargamala (Santa María)
- Lougares (San Fiz)
- Meirol (Santo André)
- Mondariz (Santa Baia)
- Mouriscados (San Cibrán)
- Queimadelos (Santa María)
- Riofrío (San Miguel)
- Sabaxáns (San Mamede)
- Toutón (San Mateo)
- Vilar (San Mamede)
- Vilasobroso (San Martiño)

## Patrimoine
- Château de Sobroso